# Хомініч Сергій Вікторович
Сергі́й Ві́кторович Хомініч — майор Збройних сил України, учасник російсько-української війни, що відзначився у ході російського вторгнення в Україну. Герой України (2024).

## Життєпис
Народився в м. Суми. З дитинства займався у ДЮСШ веслуванням на байдарках і каное, брав участь у міжнародних змаганнях, здобував призові місця на чемпіонатах України. Вищу освіту здобув в інституті фізичної культури Сумського педагогічного університету ім. А. С. Макаренка.
Строкову службу в лавах Збройних сил України проходив у 2012—2013 рр. у десантно-штурмовій роті морської піхоти в Криму. У 2014 уклав контракт на службу в Збройних силах України та був зарахований до 79 ОДШБр. З вересня 2014 брав участь в АТО на сході України. Брав участь у бойових діях поблизу с. Гранітне, с. Талаківка, м. Волноваха, с. Чермалик, с. Докучаєвськ, с. Новотроїцьке, с. Зайцеве. Спочатку командував відділенням, згодом опікувався взводом як головний сержант. У 2016 році пройшов підготовку на тримісячних офіцерських курсах в Одесі, йому присвоєно звання молодший лейтенант. Після цього керував взводом, а з кінця 2017-го очолив роту. У листопаді 2017 нагороджений орденом «За мужність» ІІІ ступеня.
З початку російське вторгнення в Україну служить у лавах Збройних сил України. Брав участь у форсуванні Дніпра поблизу с. Кринки, де вдалося створити плацдарм на лівому березі річки та взяти під повний контроль острови поблизу.

## Нагороди
- Звання Герой України з врученням ордена «Золота Зірка» (24 лютого 2024) — за особисту мужність і героїзм, виявлені у захисті державного суверенітету та територіальної цілісності України, самовіддане служіння Українському народові[3]. Нагороду отримав з рук президента України Володимира Зеленського у Києві 22 квітня 2024 року[2].
- Орден Богдана Хмельницького II ст. (30 червня 2023) — за особисту мужність, виявлену у захисті державного суверенітету та територіальної цілісності України, самовіддане виконання військового обов’язку[4].
- Орден Богдана Хмельницького III ст. (28 березня 2022) — за особисту мужність і самовіддані дії, виявлені у захисті державного суверенітету та територіальної цілісності України, вірність військовій присязі[5].
- Орден «За мужність» III ступеня (15 листопада 2017) — за особисту мужність, виявлену у захисті державного суверенітету і територіальної цілісності України, зразкове виконання військового обов’язку та з нагоди Дня морської піхоти[6].
- Орден Данила Галицького.